# Göteborgsvind nr 1 ekonomisk förening
Göteborgsvind nr 1 ekonomisk förening var en ekonomisk förening som bildades våren 1993 i nära samarbete med Göteborg Energi AB för att tillhandahålla vindkraftproducerad el till sina cirka 1 100 medlemmar. Föreningen drev under tiden 1993–2018 4 stycken vindkraftverk placerade på/vid Hjärtholmen i Göteborgs haminlopp som producerade cirka 3 miljoner kWh/år. Föreningen avvecklades i april 2019.

## Tillkomst
Föreningen startade som ett erbjudande från Göteborg Energi AB (GEAB) 1992 att via en andelsförening leverera vindkraftsel till intresserade elkunder. Vid denna tid var lönsamheten i vindkraft otillräcklig för att GEAB på egen hand skulle kunna göra en sådan satsning, men om investeringen finansierades genom insatser av andelsägare så gav en kalkyl vid handen att andelen skulle kunna återbetalas på cirka 13 år. Ett informationsmöte med inbjudan via dagspressen hölls den 3 september 1992 där intresserade erbjöds att köpa en eller flera av 1 100 andelar à 3 000 kronor, där varje andel motsvarade en årsproduktion på cirka 1 000 kWh/år.
Dessa andelar tecknades på relativt kort tid vilket möjliggjorde uppförande av två vindkraftverk av fabrikat Vestas med en rotordiameter på 27 meter, toppeffekt på 225 kW och en ungefärlig årsproduktion på 550 000 kWh/år per verk, det vill säga totalt 1 100 000 kWh/år. Verken började uppföras i november 1992, provkördes den 29 respektive 30 december och startade reguljär drift den 5 januari 1993. Enligt gammal kraftverkstradition namngavs de två verken till Set och Abel, namnsdagarna för dagarna för första inkoppling till elnätet.
På grund av stort intresse med överteckning av de första 1 100 andelarna såldes ytterligare 550 andelar vilket möjliggjorde uppförande av ett tredje verk av samma typ som de två första. Verket kopplades in mot nätet första gången den 16 juni 1993 och namngavs efter dagens namn till Axel. Därmed hade föreningens vindkraftverk en ungefärlig årsproduktion på 1 650 000 kWh/år.
På grund av fortsatt stort intresse lät Göteborg Energi uppföra ytterligare 6 vindkraftverk 1996, där ett av dessa finansierades av Göteborgsvind med försäljning av ytterligare 1 470 andelar à 2 700 kronor. Detta verk namngavs (med viss Göteborgshumor) till Görel, och togs i drift 1996. Detta verk hade en toppeffekt på 600 kW, en rotordiameter på 44 meter och en ungefärlig årsproduktion på 1 470 000 kWh/år.
Totalt bestod föreningen från och med 1996 av  1 650 + 1 470 = 3 120 andelar sålda för 3 000 respektive 2 700 kronor styck. Genom att föreningen dessa tre första år gjorde avskrivningar på 100 kronor per andel som återbetalats till medlemmarna, så fick alla andelar samma andelsvärde. Antalet andelar per medlem har i medeltal varit omkring 3 och föreningen har haft drygt 1 000 medlemmar.
Marken för vindkraftverken uppläts genom kostnadsfria markavtal under 23 år av dåvarande Shell, nuvarande St1. De 4 verken erhöll investeringsbidrag på 35 procent av byggkostnaden från staten.

## Drift
De tre första verken, Set, Abel och Axel, drevs med relativt god tillgänglighet fram till 2016 då det ursprungliga markavtalet löpte ut. Markägarens planer kombinerat med vissa ålderskrämpor hos vindkraftverken gjorde att verken avvecklades i slutet av 2015 och såldes till en entreprenör. Verken har därefter totalrenoverats och är idag (2019) uppsatta i Irland.
Det fjärde verket Görel drevs med relativt god tillgänglighet fram till 2017 då avtalstiden för det ursprungliga markavtalet närmade sig sitt slut. Markägarens planer kombinerat med vissa ålderskrämpor hos vindkraftverket gjorde att verket avvecklades under 2018 och såldes till en entreprenör. Verket har därefter totalrenoverats och är idag (2019) uppsatt i USA.

### Driftstatistik

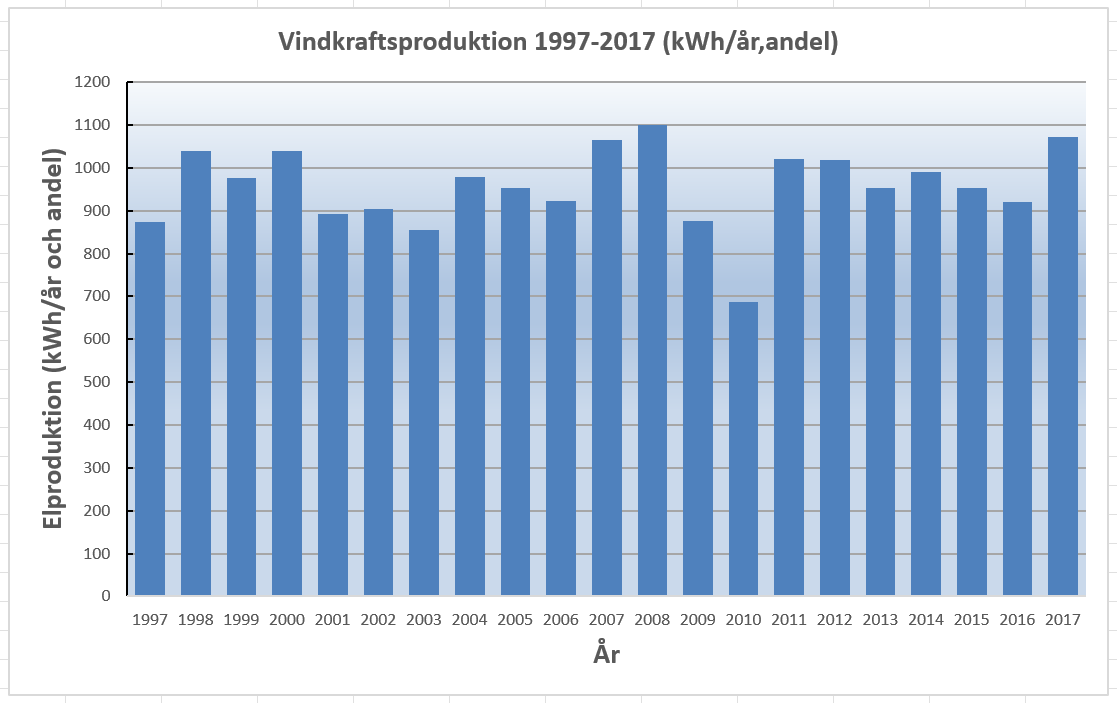
Elproduktion i vindkraftsföreningen Göteborgsvind nr 1, kWh per andel och år för tiden 1997-2017

I diagrammet visas produktion i kWh/år och andel för tiden 1997 till 2017. Då antalet andelar var 3 120 fås total produktion genom att multiplicera med 3 120. Till exempel så motsvarar 1 000 kWh/år,andel en årsproduktion på 3 120 000 kWh eller 3,12 GWh.
Variationer i produktion har berott på varierande blåst samt varierande tillgänglighet. Bland de sämre åren kan nämnas 2009 som var ett år med bra tillgänglighet men ovanligt dålig vindtillgång, medan det sämre resultatet för 2010 berodde på att  Görel mer än halva året fick köras på halv effekt på grund av ett elfel i generatorn.

En "normal" förbrukning för en lägenhet kan vara 3 000 kWh/år, vilket innebär att produktionen för föreningens vindkraftverk motsvarade behovet hos cirka 1 000 lägenheter, eller att 3 andelar i föreningen kunde motsvara förbrukningen för en lägenhet.

## Uppställningsplats
| Vindkraftverk på Hjärtholmen och Risholmen i Göteborg | På kartan visas positionen för - VG02, VG03 och VG04 - Set, Abel och Axel - Vestas V27/225-verk med driftstart 1993. Ägdes av Göteborgsvind. Demonterade 2016. - VG05 - Marta - Bonus Mk3-verk 450 kW, 37 m rotordiameter, med driftstart 1993. Ägdes av Göteborg Energi. Senare demonterad. - VG06 - Görel - Vestas V44/600-verk med driftstart 1996. Ägdes av Göteborgsvind. Demonterad 2018. - VG07, VG08, VG09, VG10 och VG11 - Boel, Elvira, Elin, Elida och Eivind - Vestas V44/600-verk med driftstart 1996. Ägdes av Göteborg Energi. Senare demonterade. |
| Vindkraftverk på Hjärtholmen och Risholmen i Göteborg | Vy mot Hjärtholmen från sydost. Samtliga Göteborgsvinds vindkraftverk var uppställda på Hjärtholmen som ligger vid nordsidan av Göteborgs hamninlopp. Ön är förbunden med fastlandet via en bro. Den är obebodd och inrymmer installationer för en oljeterminal, och är inte tillgänglig för allmänheten. I förgrunden syns från vänster Görel och Boel, i bakgrunden syns de 3 små 225-kW-maskinerna Set, Abel och Axel |

## Tekniska data
| Tekniska data för Göteborgsvinds vindkraftverk | Tekniska data för Göteborgsvinds vindkraftverk | Tekniska data för Göteborgsvinds vindkraftverk | Tekniska data för Göteborgsvinds vindkraftverk | Tekniska data för Göteborgsvinds vindkraftverk |
| ---------------------------------------------- | ---------------------------------------------- | ---------------------------------------------- | ---------------------------------------------- | ---------------------------------------------- |
| Namn                                           | Set                                            | Abel                                           | Axel                                           | Görel                                          |
| Första inkoppling                              | 1992-12-29                                     | 1992-12-30                                     | 1993-06-16                                     | 1996                                           |
| Demontering                                    | 2016                                           | 2016                                           | 2016                                           | 2018                                           |
| Modellbeteckning                               | Vestas V27/225                                 | Vestas V27/225                                 | Vestas V27/225                                 | Vestas V44/600                                 |
| Nominell (max) effekt                          | 225 kW                                         | 225 kW                                         | 225 kW                                         | 600 kW                                         |
| Årsproduktion (ca)                             | 550 000 kWh                                    | 550 000 kWh                                    | 550 000 kWh                                    | 1 470 000 kWh                                  |
| Rotordiameter                                  | 27 m                                           | 27 m                                           | 27 m                                           | 44 m                                           |
| Navhöjd                                        | 31 m                                           | 31 m                                           | 31 m                                           | 40 m                                           |
| Antal rotorblad                                | 3                                              | 3                                              | 3                                              | 3                                              |
| Rotorvarvtal (RPM)                             | 33/43                                          | 33/43                                          | 33/43                                          | 28                                             |
| Generator                                      | Dubbel asynkron 50/225 kW                      | Dubbel asynkron 50/225 kW                      | Dubbel asynkron 50/225 kW                      | Asynkron (optislip)                            |
| Generatorvarvtal (RPM)                         | 750/1000                                       | 750/1000                                       | 750/1000                                       | 1500 (max 1650)                                |
| Generatorspänning                              | 400 V                                          | 400 V                                          | 400 V                                          | 690 V                                          |
| Växellåda                                      | Planetväxel 1:23                               | Planetväxel 1:23                               | Planetväxel 1:23                               | Planetväxel, 3-stegs, 1:51                     |
| Vindhastighet inkoppling (Cut in)              | 3,5 m/s                                        | 3,5 m/s                                        | 3,5 m/s                                        | 4 m/s                                          |
| Vindhastighet urkoppling (Cut-out)             | 25 m/s                                         | 25 m/s                                         | 25 m/s                                         | 25 m/s                                         |

De tre V27-maskinerna hade en dubbellindad asynkrongenerator permanent sammankopplad med växellådans utgående axel, med en 8-polig lindning med varvtalet 750 RPM och effekten 50 kW, och en 6-polig lindning med varvtalet 1 000 RPM och effekten 225 kW. Växellådan (som bara har en "växel") hade utväxlingen 1:23 så att utgående axel alltid har ett varvtal som är cirka 23 gånger turbinens varvtal. Vid uppstart vid drygt 3 m/s vindhastighet startade maskinen med ett turbinvarvtal på cirka 33 RPM vilket gav ett utgående varvtal på 750 RPM som drev den "lilla" generatorn på 50 kW. Vid cirka 7 m/s vindhastighet skedde en överkoppling, uppmjukad med tyristorreglering, från den "lilla" till den "stora" generatorn, varvid turbinvarvtalet ökade till 43 RPM vilket via växellådan växlades upp till 1000 RPM. Genom detta arrangemang erhölls en bättre verkningsgrad vid låg vindhastighet genom att turbinbladens svephastighet i viss mån anpassades till vindhastigheten.
V44-maskinen hade ett arrangemang kallat Optislip genom vilket maskinens varvtal kortvarigt tilläts att "slira" upp emot cirka 10% över nominellt varvtal. Detta skedde genom tyristorstyrd inkoppling av rotorresistanser, och var ett sätt att "parera" för plötsliga vindbyar och låta dessa ge en tillfällig varvtalsökning istället för oroliga effektvariationer.